# Anthony Barber (basket-ball)
Anthony Ynique "Cat" Barber, né le 25 juillet 1994 à Hampton en Virginie, est un joueur américain de basket-ball. Il évolue au poste de meneur.

## Biographie
Fin décembre 2021, il signe un contrat de 10 jours en faveur des Hawks d'Atlanta.

## Palmarès
- McDonald's All-American 2013